# São Pedro Velho
São Pedro Velho es una freguesia portuguesa del concelho de Mirandela, con 23,54 km² de superficie y 413 habitantes (2001). Su densidad de población es de 17,5 hab/km².